# Balián de Ibelín (fallecido en 1333)
Balián de Ibelín (en francés: Balian d'Ibelin; fallecido el 28 de octubre de 1333) fue el señor titular de Arsuf desde 1309. Era el hijo de Juan de Ibelín (fallecido en 1309) e Isabel de Ibelín, hija de Balián de Ibelín, senescal del Reino de Chipre.

## Biografía
Se sabe muy poco sobre la vida de Balián. Provenía de la rama Ibelín de Arsuf, siendo nieto del último señor de Arsuf, Balián IV, bailío y condestable del Reino de Jerusalén entre 1268 y 1269, quien vendió Arsuf en 1263 a los caballeros hospitalarios.
Balián vivió en Chipre. En 1320, se casó con su prima segunda Margarita. La crónica de Amadi registra su muerte el 28 de octubre de 1333.

## Descendencia
Por su matrimonio con Margarita de Ibelín, la hija de Hugo de Ibelín (fallecido en 1315) y Alicia le Tor. Tuvo siete hijos:
- Felipe de Ibelín (fallecido en 1374 o 1376), senescal de Chipre en 1369-1373.  Se casó en 1340 con Eshiva, la hija de Odón de Dampierre, condestable del Reino de Jerusalén; después se casó alrededor de 1355 con Alicia, la hija de Fernando, infante de Mallorca y vizconde de Aumelas (fallecido después de 1376),
- Guido de Ibelín (fallecido alrededor de 1367), obispo de Limassol,
- Tomás de Ibelín (fallecido después de 1361), senescal de Chipre en 1361,
- Juan de Ibelín, un monje,
- María de Ibelín (fallecida después de 1357), se casó primero en 1340 con Hugo de Dampierre; después con Juan de Ibelín,
- Simona de Ibelín (fallecida después de 1350), se casó primero con Balduino de Nores; después con Juan Babin,
- Margarita de Ibelín (fallecida después de 1353), se casó con Balián de Ibelín.